# Caponia chelifera
Caponia chelifera is een spinnensoort in de taxonomische indeling van de Caponiidae.
Het dier behoort tot het geslacht Caponia. De wetenschappelijke naam van de soort werd voor het eerst geldig gepubliceerd in 1936 door Lessert.